# Schaueria populifolia
Espèce
Synonymes
- Champluviera populifolia (préféré par NCBI)[2]
- Schaueria populifolia[2]

Schaueria populifolia est une espèce de plantes à fleurs de la famille des Acanthaceae. C'est un arbrisseau présent en Afrique tropicale, notamment à l'est du Nigeria, sur l'île de Bioko (Guinée équatoriale), ainsi qu'à l'ouest et au  sud du Cameroun.
Selon Plants of the World Online, c'est un synonyme de Champluviera populifolia.